# 최지안
최지안(1994년 1월 11일 ~ )은 네오스엔터테인먼트 소속의 배우이다.

## 출연작

### 영화
- 굿바이썸머 (2018)
- 뷰티풀데이즈 (2018)
- 퍼펙트맨 (2019)

### 광고
- 이누스 바스 (2018)
- 리더스코스메틱